# بروق ناعم
البروَق الناعم (باللاتينية: Asphodelus gracilis) نوع نباتي يتبع جنس البروَق من الفصيلة البروَقية.

## الموئل والانتشار
موطنه المغرب العربي.

## مرادفات للاسم
- (باللاتينية: Asphodelus aestivus var. gracilis (Braun-Blanq. & Maire) Maire)